# Sam Hanks
 Sam Hanks  fou un pilot estatunidenc de curses automobilístiques nascut el 13 de juliol del 1914.
Hanks va ser campió de diverses modalitats de curses, i va córrer la Champ Car les temporades 1940-1957 incloent-hi la cursa de les 500 milles d'Indianapolis de 1940-1941, 1946 i 1948-1957.
Sam Hanks va morir el 27 de juny del 1994.

## Resultats a la Indy 500
| Any    | Cotxe  | Sortida | Vel. mitja | Ranking | Final  | Voltes | V. líder | Retirat          |
| ------ | ------ | ------- | ---------- | ------- | ------ | ------ | -------- | ---------------- |
| 1940   | 28     | 14      | 123.064    | 13      | 13     | 192    | 0        | A 8 voltes       |
| 1941   | 28     | 33      | 118.211    | 32      | 33     | 0      | 0        | No va sortir     |
| 1946   | 32     | 3       | 124.762    | 7       | 31     | 18     | 0        | Pèrdua d'oli     |
| 1948   | 76     | 15      | 124.266    | 19      | 26     | 34     | 0        | Embragatge       |
| 1949   | 18     | 23      | 127.809    | 17      | 30     | 20     | 0        | Pèrdua d'oli     |
| 1950   | 23     | 25      | 131.593    | 13      | 30     | 42     | 0        | Pressió de l'oli |
| 1951   | 25     | 12      | 132.998    | 21      | 12     | 135    | 0        | Virolla          |
| 1952   | 18     | 5       | 135.736    | 14      | 3      | 200    | 0        | Va acabar        |
| 1953   | 3      | 9       | 137.531    | 5       | 3*     | 200    | 3        | Va acabar        |
| 1954   | 1      | 10      | 137.994    | 25      | 20     | 191    | 1        | Virolla          |
| 1955   | 8      | 6       | 140.187    | 6       | 19     | 134    | 0        | Transmissió      |
| 1956   | 4      | 13      | 142.051    | 21      | 2      | 200    | 0        | Va acabar        |
| 1957   | 9      | 13      | 142.812    | 6       | 1      | 200    | 136      | Va GUANYAR       |
| Totals | Totals | Totals  | Totals     | Totals  | Totals | 1566   | 140      |                  |

| Curses       | 13  |
| Poles        | 0   |
| Voltes líder | 140 |
| Victòries    | 1   |
| Top 5        | 4   |
| Top 10       | 4   |
| Retirades    | 8   |

## A la F1
El Gran Premi d'Indianapolis 500 va formar part del calendari del campionat del món de la Fórmula 1 entre les temporades 1950 a la 1960.
Els pilots que competien a la Indy durant aquests anys també eren comptabilitats pel campionat de la F1.
Sam Hanks va participar en 8 curses de F1, debutant al Gran Premi d'Indianapolis 500 del 1950.

### Palmarès a la F1
- Participacions: 8
- Poles: 0
- Voltes Ràpides: 0
- Victòries: 1
- Pòdiums: 4
- Punts vàlids per la F1: 20